# Phoradendron zelayanum
Phoradendron zelayanum är en sandelträdsväxtart som beskrevs av J. Kuijt. Phoradendron zelayanum ingår i släktet Phoradendron och familjen sandelträdsväxter. Inga underarter finns listade i Catalogue of Life.